# Art & Language
Art & Language (deutsch „Kunst und Sprache“) ist eine 1968 in Coventry in Großbritannien gegründete Künstlergruppe zeitgenössischer Kunst, die sich der Konzeptkunst widmet.

## Entwicklung und Werk

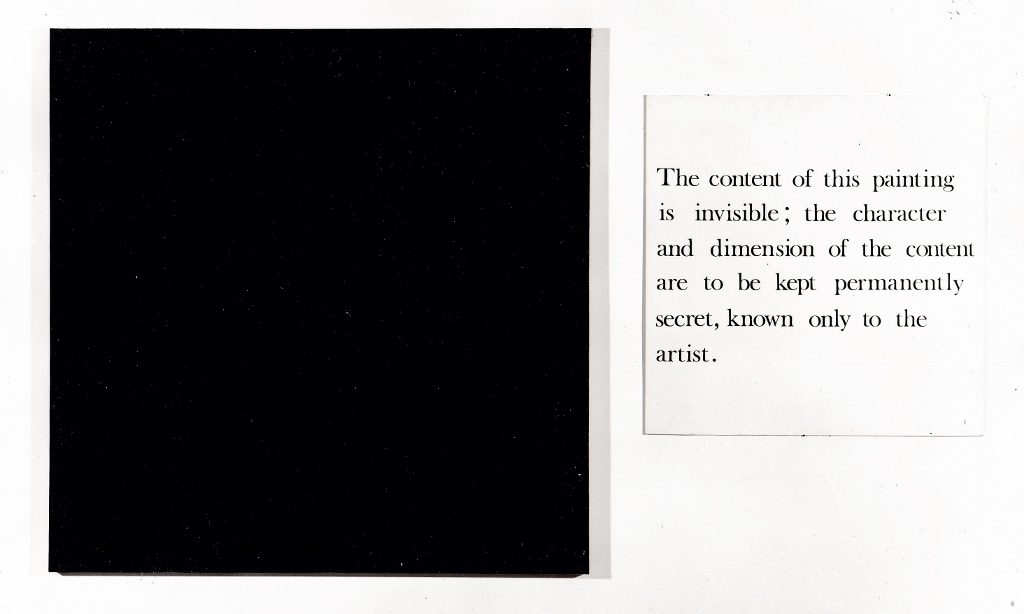
Secret Painting Art & Language (Mel Ramsden), 1967

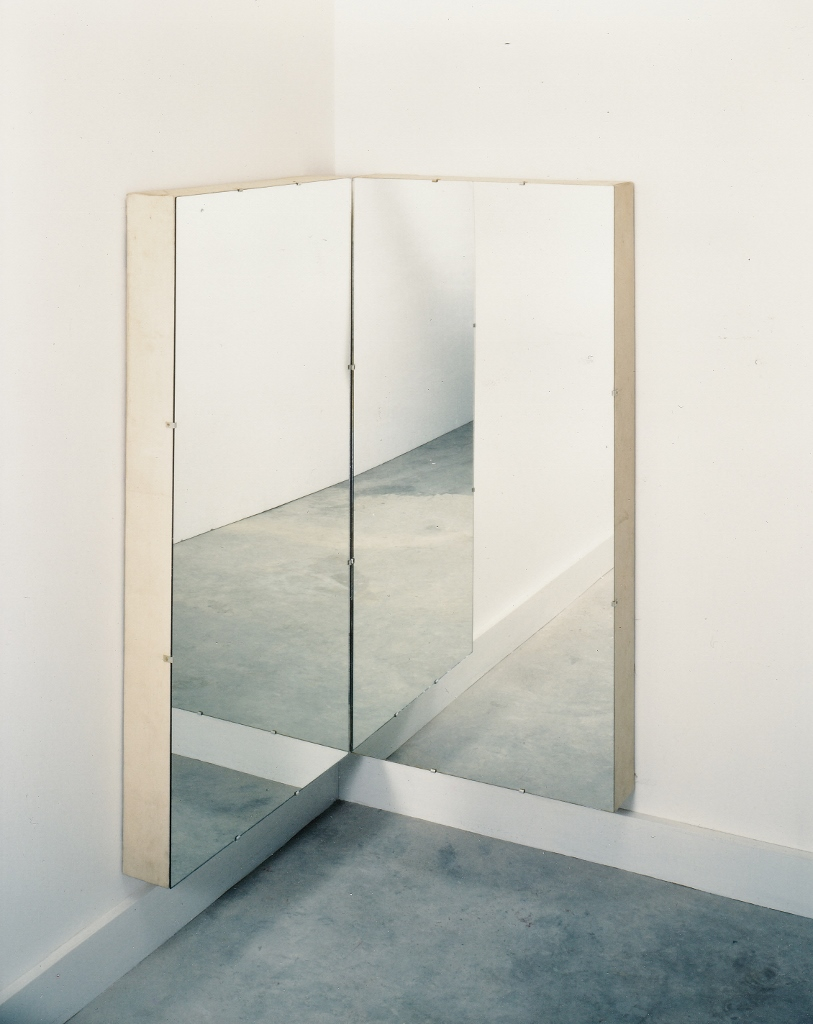
Mirror Piece, 1965

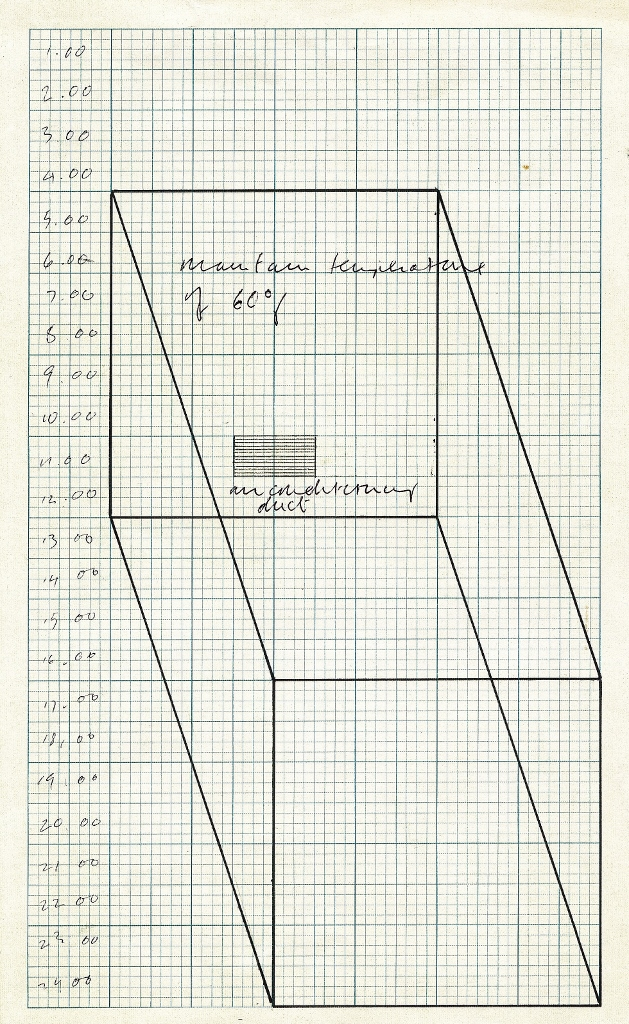
Air conditioning show 1966-7

Die ersten Künstler von Art & Language waren Terry Atkinson (* 1939) und Michael Baldwin (* 1945), die sich 1966 als Studenten des Coventry College of Art kennenlernten. Rasch schlossen sich weitere Künstler, zunächst David Bainbridge (1941–2013) und Harold Hurrell (* 1940) dem Kollektiv an. Im Jahr 1968 gründete die Gruppe den Verlag Art & Language Press in Cambridge und publizierte 1969 die erste Ausgabe der Zeitschrift Art-Language.
Die frühen Arbeiten der Gruppe und die Zeitschrift „Art-Language“ übte einen bedeutenden Einfluss auf die Entwicklung der konzeptionellen Kunst sowohl in Großbritannien als auch in den Vereinigten Staaten aus.
Parallel gründeten Ende der 1960er Jahre Ian Burn, Mel Ramsden und Roger Cutforth in New York die Society for Theoretical Art and Analysis. Nachdem die amerikanische Gruppe im Juni 1969 Kenntnis von Art & Language bekommen hatte, begannen beide Gruppen ab dem Februar 1970 miteinander zu kooperieren und verschmolzen in der Folge miteinander.
In den frühen 1970er Jahren schlossen sich Michael Corris, Charles Harrison, Preston Heller, Graham Howard, Andrew Menard, Terry Smith und aus Coventry Philip Pilkington und David Rushton mit ihren Arbeiten Art & Language an.
Im Laufe der 1970er Jahre, beschäftigte sich Art & Language mit Fragen rund um die Produktion von Kunst und versuchte eine Verlagerung von den klassischen „nicht-sprachlichen“ Formen der Kunst wie Malerei und Skulptur hin zu mehr theoretisch orientierten Arbeiten. Art & Language wollte mit ihren Untersuchungen zu einer Entmystifizierung von Kunst beitragen. Die Gruppe musste sich im theoretischen Diskurs oft mit den argumentativen Positionen vorherrschender Ansichten von Kritikern wie Clement Greenberg und Michael Fried auseinandersetzen.

Cover der ersten Auflage von Corrected Slogans 1976

Wegen des sprachlich-analytischen Charakters der Arbeit von Art & Language ergaben sich Affinitäten zu anderen Konzeptkünstlern, wie Joseph Kosuth oder Ian Wilson, die zeitweilig auch an der Gruppe mitarbeiteten. Ebenfalls Mitglied der Gruppe war der amerikanische Musiker Mayo Thompson (The Red Krayola, Pere Ubu). Auf seine Initiative hin erschien 1976 ein gemeinsames Album von The Red Krayola mit Art & Language unter dem Namen Corrected Slogans.
Gegen Ende der 1970er Jahre bestand die Gruppe im Wesentlichen noch aus Baldwin, Harrison und Ramsden. Die politische Analyse und politische Auseinandersetzungen hatten dazu geführt, dass viele Mitglieder die Gruppe verlassen hatten, um anderenorts politischen Aktivismus zu betreiben. Ian Burn und Terry Smith kehrten nach Australien zurück, wo sie zusammen mit Ian Milliss, ebenfalls einem konzeptuellen Künstler, begannen, mit den Gewerkschaften in den frühen 1970er Jahren ein Design-Studio spezialisiert auf Social-Marketing- und Gemeinschafts- und Gewerkschaftsrecht als Kunst Initiative aufzubauen. Karl Beveridge und Carol Condé als periphere Mitglieder der Gruppe in New York, kehrten nach Kanada zurück, wo auch sie ebenfalls eine Zusammenarbeit mit den Gewerkschaften und politischen Gruppen begannen. Andere britische Mitglieder drifteten in eine Vielzahl von kreativen, wissenschaftlichen und manchmal auch „politischen“ Berufen ab.
Die Art & Language-Gruppe, die im Jahr 1972 an der Documenta 5 in Kassel mit dem Projekt „Index 0001“ (ihrem umfangreichsten Werk) in der Abteilung Idee + Idee/Licht teilnahm, bestand aus Atkinson, Bainbridge, Baldwin, Burn, Hurrell, Ramsden, Harrison und dem US-amerikanischen Spezialisten für Kunst-Sprache Joseph Kosuth. Art & Language war auch auf der Documenta 6 (1977), der Documenta 7 im Jahr 1982 und der Documenta X 1997 vertreten.
Seit 1977 besteht Art & Language im Wesentlichen aus der Zusammenarbeit von Michael Baldwin und Mel Ramsden in Banbury, Oxfordshire. Es entstand inzwischen ein umfangreiches Œuvre, insbesondere an Bildern. Die meisten Texte werden von Charles Harrison geschrieben, der seit 1971 „Art-Language“ herausgibt.
Im Jahr 1986 wurde Art & Language mit der Nominierung zum Turner Prize ausgezeichnet.
Im Jahr 1999 stellte Art & Language im Museum of Modern Art in New York die große Installation mit dem Titel The Artist Out of Work aus.

## Ehemalige Mitglieder von Art & Language
- Terry Atkinson
- David Bainbridge
- Ian Burn
- Sarah Charlesworth
- Michael Corris
- Preston Heller
- Graham Howard
- Harold Hurrell
- Joseph Kosuth
- Christine Kozlov
- Andrew Menard
- Philip Pilkington
- Neil Powell
- David Rushton
- Terry Smith
- Mayo Thompson
- Ian Wilson
- Kathryn Bigelow

## Ausstellungen

### Einzelausstellungen
- 1967 Hardware Show, Architectural Association, London.
- 1968 Dematerialisation Show, Ikon Gallery, London.
- 1971 The Air-Conditioning Show, Visual Arts Gallery, New York.
- 1972 The Art & Language Institute, Galerie Daniel Templon, Paris.
- Documenta Memorandum, Galerie Paul Maenz, Cologne.
- 1973 Index 002 Bxal, John Weber Gallery, New York.
- 1976 Music-Language, Galerie Eric Fabre, Paris.
- Art & Language, Museum of Modern Art, Oxford.
- 1978 Flags for Organisations, Lisson Gallery, London.
- 1979 Ils donnent leur sang; donnez votre travail, Galerie Eric Fabre, Paris.
- 1980 Portraits of V.I. Lenin in the Style of Jackson Pollock, Van Abbemuseum, Eindhoven.
- 1982 Index: Studio at 3 Wesley Place Painted by Mouth, De Veeshal, Middelburg.
- Art & Language retrospective, Musée d’Art Moderne, Toulon.
- 1983 Index: Studio at 3 Wesley Place I, II, III, IV, Gewald, Ghent.
- 1986 Confessions: Incidents in a Museum, Lisson Gallery, London.
- 1987 Art & Language: The Paintings, Palais des Beaux-Arts, Brussels.
- 1990 Hostages XXIV-XXXV, Marian Goodman Gallery, New York.
- 1993 Art & Language, Galerie Nationale du Jeu de Paume, Paris.
- 1995 Art & Language and Luhmann, Kunstraum, Vienna.
- 1996 Sighs Trapped by Liars, Galerie de Paris, Paris.
- 1999 Art & Language in Practice, Fundacio Antoni Tàpies, Barcelona.
- Cinco ensayos, Galerià Juana de Aizpuru, Madrid.
- The Artist out of Work: Art & Language 1972-1981, P.S.1 Contemporary Art Center, New York.
- 2000 Art & Language & Luhmann No.2, ZKM, Karlsruhe.
- 2002 Too Dark to Read: Motifs Rétrospectifs, Musée d’art moderne de Lille Métropole, Villeneuve d’Ascq.
- 2003 Art & Language, Migros Museum für Gegenwartskunst, Zurich.
- 2004 Art & Language, CAC, Málaga.
- 2005 Hard to Say When, Lisson Gallery, London.
- 2006 Il ne reste qu'à chanter, Galerie de l’Erban, Nantes (Miroirs, 1965, Karaoke, 1975-2005) und Château de la Bainerie (travaux 1965–2005), Tiercé.
- 2008 Brouillages/Blurrings, Galerie Taddeus Ropac, Paris.
- 2009 Art & Language, Espoo Museum of Modern Art, Helsinki.
- 2010 Portraits and a Dream, Lisson Gallery, London.
- Art & Language, Rhona Hoffman Gallery, Chicago.
- 2011 Badges, Mulier Mulier Gallery, Knokke.
- 2013 Letters to the Red Krayola, Kadel Wilborn Gallery, Düsseldorf.
- Art & Language, Museum Dhont-Dhaenens, Deurle.
- Art & Language, Garage Cosmos, Brussels.
- 2014 Art & Language Uncompleted: The Philippe Méaille Collection, MACBA, Barcelona.
- 2016 Art & Language, Schloss Montsoreau – Museum für zeitgenössische Kunst, Montsoreau.
- Not that it is needed now, Mulier Mulier Gallery, Knokke-Zoute.
- 2018 Art & Language Reality (Dark) Fragments (Light), Schloss Montsoreau – Museum für zeitgenössische Kunst, Montsoreau.

### Gruppenausstellungen
- 1968 Language II, Dwan Gallery, London.
- 1969 March, catalogue-exposition, Seth Siegelaub, New York.
- 1970 Conceptual Art And Conceptual Aspects, New York Cultural Center, New York.
- Information, Museum of Modern Art, New York.
- Idea Structures, Camden Art Centre, London.
- 1971 The British Avant-Garde, New York Cultural Center, New York.
- 1972 Documenta 5, Museum Friedericianum, Kassel.
- The New Art, Hayward Gallery, London.
- 1973 Einige Frühe Beispiele Konzeptuelle Kunst Analytischen Charakters, Galerie Paul Maenz, Cologne.
- Contemporanea, Rome.
- 1974 Projekt'74, Cologne.
- Kunst über Kunst, Kölnischer Kunstverein, Cologne.
- 1976 Drawing Now, Museum of Modern Art, New York.
- Biennale di Venezia, Venise.
- 1979 Un Certain Art Anglais, Musée d’art moderne de la ville de Paris, Paris.
- 1980 Kunst in Europa na 68, Museum van Hedendaagse Kunst, Ghent.
- 1982 Documenta 7, Museum Fridericianum, Kassel.
- 1987 British Art of the Twentieth Century: The Modern Movement, Royal Academy, London.
- 1989 The Situationists International, 1957-1972, Musée National d’art moderne, Centre Pompidou, Paris.
- L’art conceptuel, une perspective, Musée d’art moderne de la ville de Paris; Fundación Caja de Prensiones, Madrid; Deichtorhallen, Hamburg.
- 1992 Repetición/Transformación, Museo Nacional de Arte Reina Sofia, Madrid.
- 1995 Toponimías (8): ocho ideas del espacio, Fundación La Caixa, Madrid.
- Reconsidering the Object of Art, 1965-1975, Museum of Contemporary Art, Los Angeles.
- 1997 Documenta 10, Museum Fridericianum, Kassel.
- 1999 Global Conceptualism: Points of Origin 1950s-1980s, Queens Museum of Art, New York.
- 2002 Iconoclash, Center for Art and Media (ZKM), Karlsruhe.
- 2003 Biennale di Venezia, Venise.
- 2004 Before the End (The Last Painting Show), Swiss Institute, New York.
- 2005 Collective Creativity, Kunsthalle Fridericianum, Kassel.
- 2006 Le Printemps de Septembre à Toulouse - Broken Lines, Toulouse.
- Magritte and Contemporary Art: The Treachery of Images, Los Angeles County Museum of Art, Los Angeles.
- 2007 Sympathy for the Devil: Art and Rock’n Roll since 1967, Museum of Contemporary Art, Chicago.
- 2008 Vides. Une rétrospective, Musée National d’art moderne, Centre Pompidou, Paris.
- 2009 Rock-Paper-Scissors, Pop Music as Subject of Visual Art, Kunsthaus, Graz.
- 2010 Algunas Obras A Ler - Collection Eric Fabre, Berardo Museum, Lisbon.
- Seconde main, Musée d’art moderne de la ville de Paris/ARC, Paris.
- 2011 Erre, Variations Labyrinthiques, Musée National d’art moderne, Centre Pompidou-Metz, Metz.
- 2012 Materialising 'Six Years': Lucy Lippard and the Emergence of Conceptual Art, Brooklyn museum, New York.
- 2013 As if it could. Works and Documents from the Herbert Foundation, Herbert Foundation, Ghent.
- 2014 Propaganda für die Wirklichkeit, Museum Morsbroich, Leverkusen.[2]
- Critical Machines, American University, Beyrouth.